# Уипп, Джозеф
Джозеф Уипп (англ. Joseph Whipp; род. 12 июля 1941) — американский актёр, снимающийся в кино и на телевидении преимущественно в роли полицейских.
Свою первую роль тюремного надзирателя сыграл в фильме «Побег из Алькатраса». Он также появился в 1984 году в фильме ужасов «Кошмар на улице Вязов» в роли детектива и в научно-фантастическом фильме «Скрытый враг». В 1996 году снялся в хите фильмов ужасов «Крик» в роли шерифа Бёрка. В 2005 году появился в фильме «Золотой браслет», а последней недавней его работой является картина «Вниз по течению».
Также Уипп в 1989—1990 годах снялся в мыльной опере «Поколение» в роли Чарльза Маллена, и «Главный госпиталь» в роли Марти в 1991 году. Как приглашённый актёр появлялся в телевизионных шоу, включая «Лу Грант», «Придурки из Хаззарда», «Вечерний суд», «За Ваше здоровье», «Скорая помощь» и «Детектив Монк».

## Фильмография
- Вниз по течению (2009)
- Золотой браслет (2006)
- Работа (2003)
- Получить задание (1998)
- Короли самоубийств (1997)
- Крик (1996)
- Дом Натта (1992)
- Неистовство (1988) — доктор Джордж Махон
- Скрытый враг (1987)
- Санитары-хулиганы (1987)
- Амазонки (1986)
- Кошмар на улице Вязов (1984)
- Вторые мысли (1983)
- Неправый прав (1982)
- Побег из Алькатраса (1979)
- Высшая сила (1973) — в титрах не указан